# Казанская церковь (Великий Враг)
Храм Казанской иконы Божией Матери (Казанская церковь) — православный храм в селе Великий Враг Кстовского района Нижегородской области. Был построен в 1792 году на месте сгоревшей в 1777 году Великовражской мужской пустыни, расширен в 1864 году.

## Описание
Храм в честь Казанской иконы Божией Матери — пятиглавый, деревянный, обшитый тёсом. Архитектурный тип — восьмерик на четверике, распространённый в русском деревянном храмовом зодчестве XVII—XVIII веков. С западной стороны к церкви примыкает небольшая трапезная, над ней располагается шатровая колокольня.
Церковь двухпрестольная: главный придел освящён в честь Казанской иконы Божией Матери (празднуется 4 ноября), боковой придел освящён во имя Святого Николая Мир Ликийского Чудотворца (празднуется 19 декабря).

## История
Церковь в честь Казанской иконы Божией Матери села Великий Враг является одним из древнейших храмов в Кстовском районе. В древности на этом месте находилась основанная в XIV веке пустынь Великовражского мужского Московского Симонова монастыря. 2 февраля 1550 года во время второго похода на Казань пустынь посетил царь Иван Грозный, в память о чём оставил здесь икону святителя Николая.
В 1628 году царь Михаил Фёдорович пожаловал в Великовражскую пустынь храмовую икону Казанской Божией Матери. В нижней части киота по желанию государя было помещено изображение «Избавление Москвы от поляков в 1612 году», что должно было выражать личную признательность самодержца нижегородцам в годину Смуты. В 1646 году монастырь с двумя рублеными храмами возвышался над кручами береговых обрывов к Волге, а рядом стояло 27 крестьянских усадеб, 2 служебных монастырских двора.
В результате церковной политики Петра I Великовражская Казанская пустынь была упразднена: в марте 1723 года епископ Нижегородский и Алатырский Питирим по указанию Синода причислил Великовражскую пустынь к Нижегородскому Духовому домовому архиерейскому монастырю, в апреле 1724 года решением Синода храмы пустыни были обращены в приходские, а большая часть имущества и утвари отправлена в Москву. В 1764 году на месте Великовражской пустыни был образован приход.
В 1777 году здесь произошёл сильный пожар, истребивший все бывшие монастырские постройки и церкви. В 1788 году, через 11 лет после пожара, прихожане построили на месте монастыря небольшой деревянный храм с одним престолом, освященным во имя святителя Тихона, Амафунтского Чудотворца. Спустя 76 лет, в 1864 году, когда была расширена Казанская церковь, в этом храме по причине ветхости прекратили богослужения, а в 1887 году разобрали его на дрова. В 1900 году на его месте была построена деревянная часовня.
Ныне существующий храм был построен в 1792 году. Первоначально он также имел один престол, освящённый в честь иконы Казанской Божией Матери. В 1864 году к Казанской церкви был пристроен тёплый придел, освященный во имя святителя Николая, Мир Ликийских Чудотворца. В 1902—1903 годах во время одной из своих поездок по Волге Казанский храм посетил Иоанн Кронштадтский, совершивший здесь богослужение.
В 1937 году настоятель церкви протоиерей отец Михаил (Сигрианский) был отправлен в ссылку. Сам храм был закрыт, но разорению не подвергался. Во время войны, на Пасху 1944 года, в храме возобновились богослужения.
Действующий при храме приход входит в состав Кстовского благочиния Нижегородской епархии. 20 февраля 1995 года Великовражской Казанской церкви был присвоен статус памятника архитектуры федерального значения.

## Престольные праздники
- Казанской иконы Божией Матери — 21 июля [по н.с.] (Явление иконы Пресвятой Богородицы во граде Казани), 4 ноября [по н.с.] (избавление Москвы и всей России от нашествия поляков в 1612 году)[2]

## Духовенство
- Настоятель храма — протоиерей Александр Николаев[2]

## Галерея

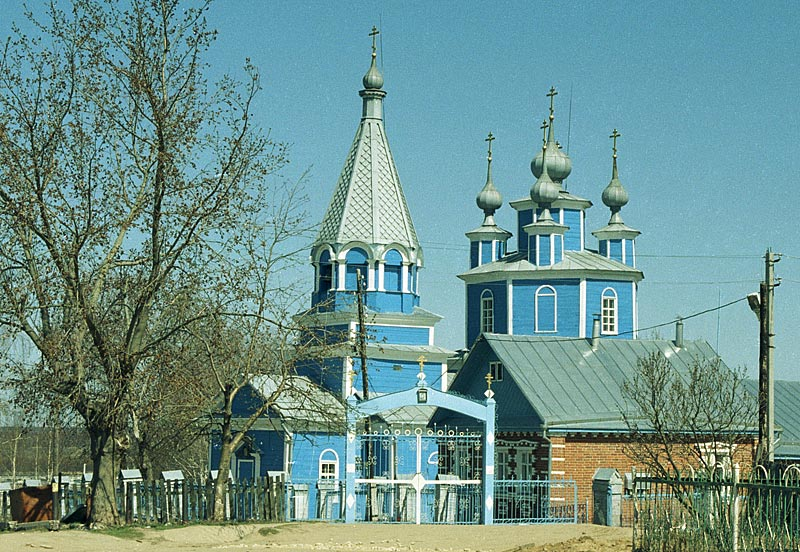
Казанская церковь до поновления куполов
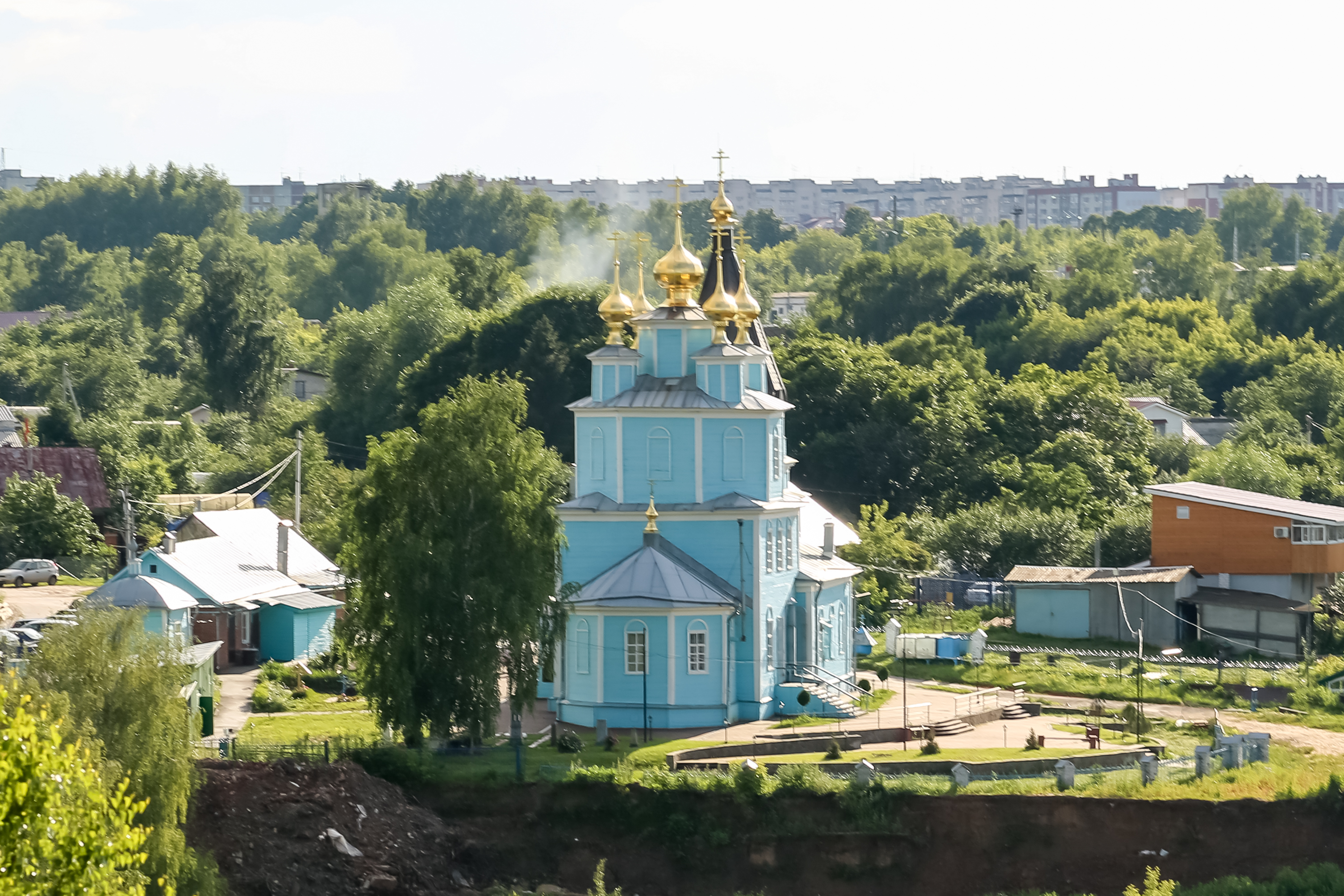
Вид на храм с Зимёнковского холма
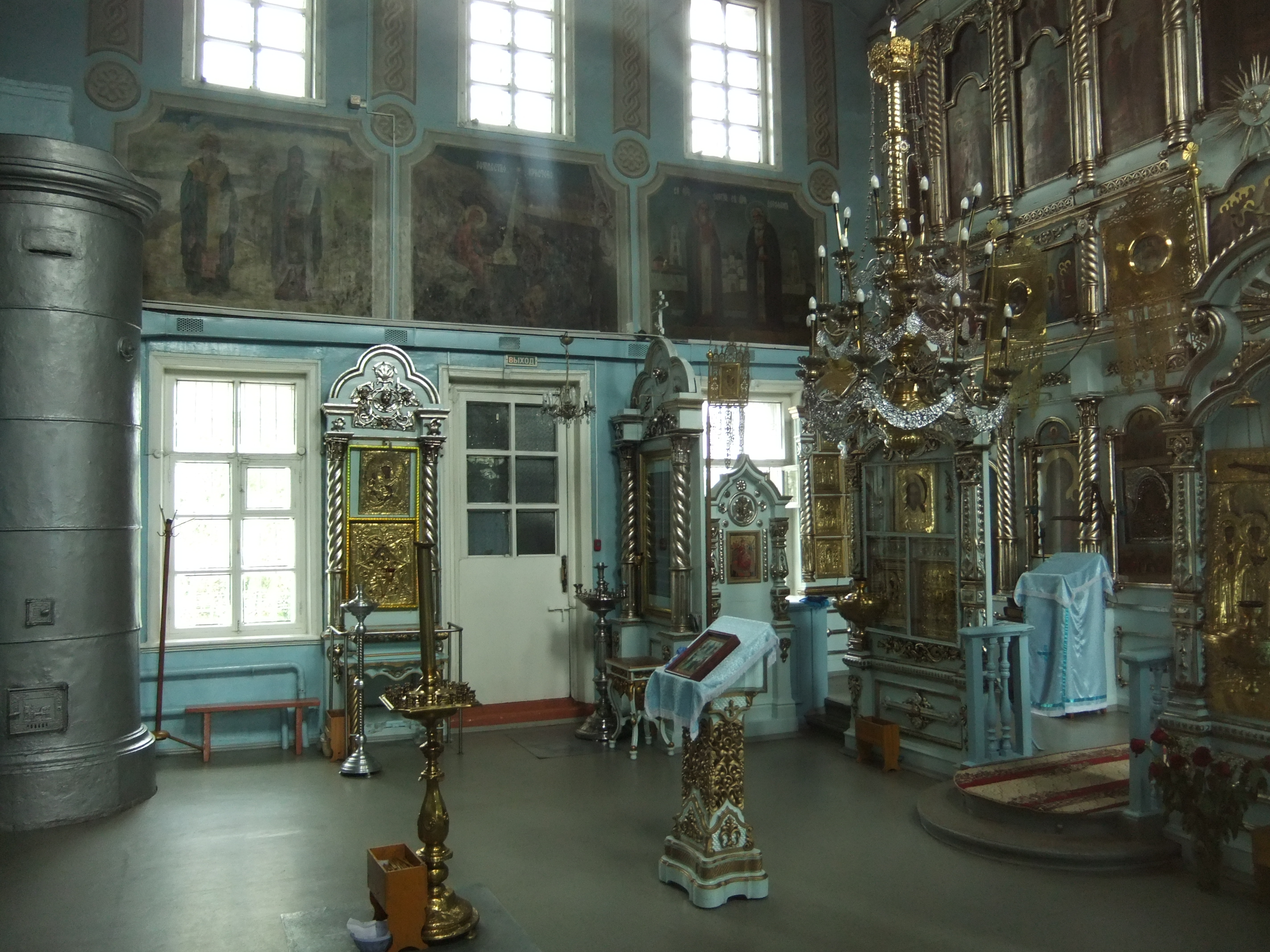
Интерьер
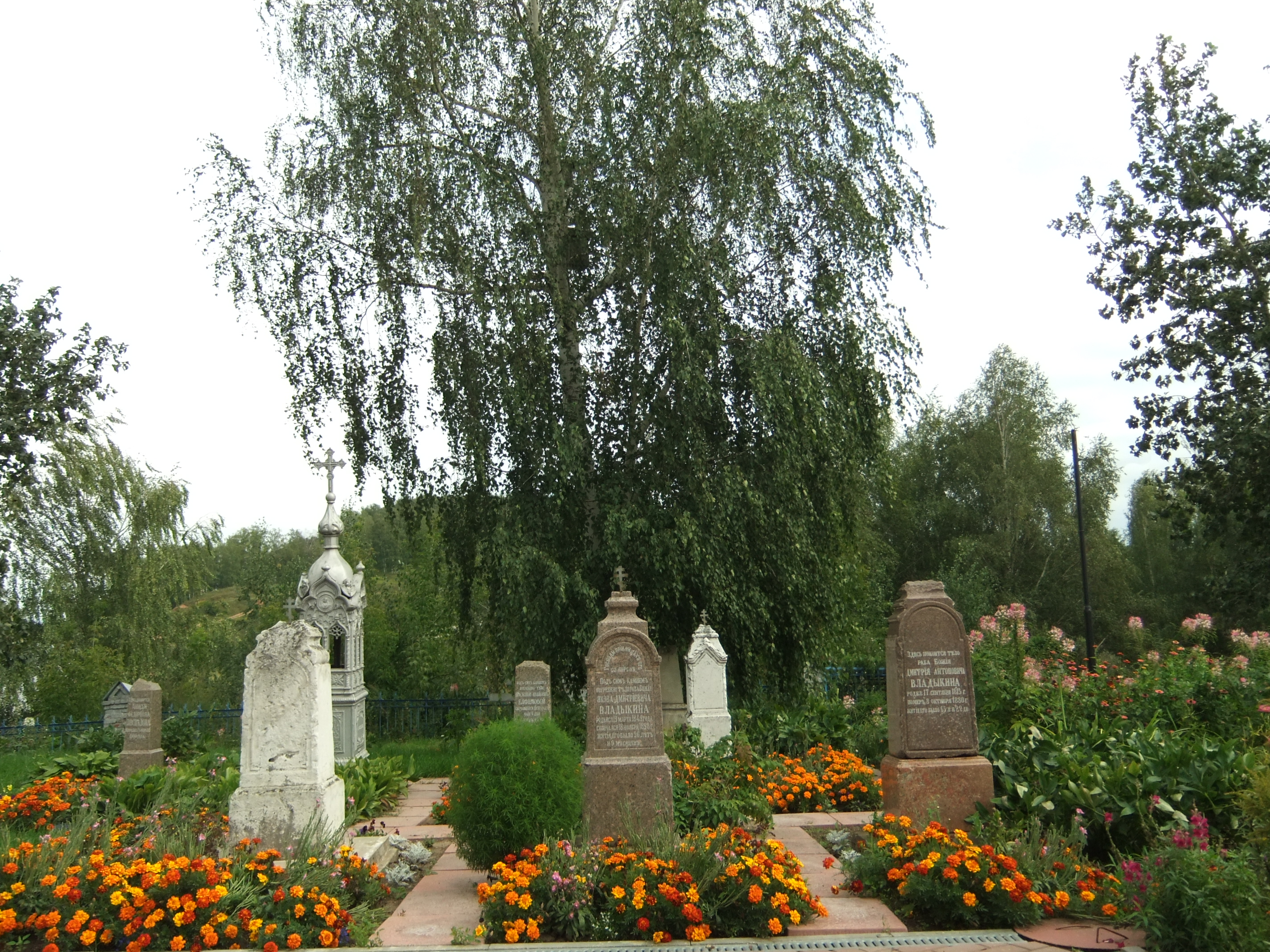
Некрополь